# Die Macht der Fabel

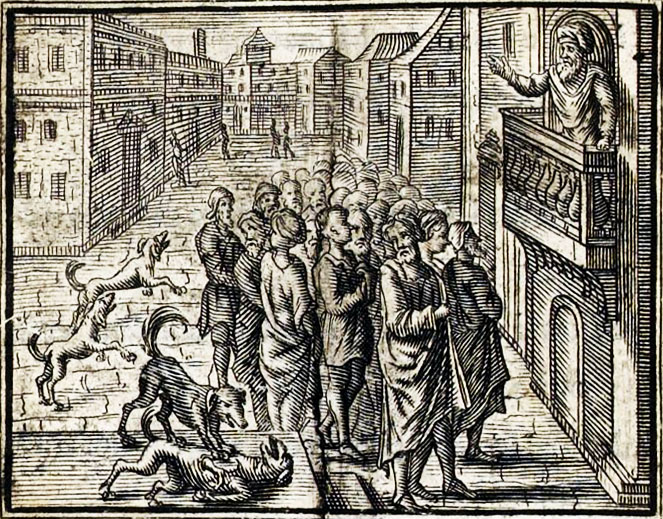
Le pouvoir des fables

Die Macht der Fabel (franz. Le pouvoir des fables) ist die vierte Fabel im achten Buch der Fabelsammlung Fables choisies, mises en vers des französischen Dichters Jean de La Fontaine. La Fontaine zeigt, dass die Fabel es ermöglicht, durch Unterhaltung zu erziehen. Normalerweise humanisiert La Fontaine die Tiere in seinen Fabeln, hier tut er das Gegenteil, indem er die Menschen durch die Metapher „Das Tier mit den frivolen Köpfen“ definiert. 
Er widmete diese Fabel Jean-Paul de Barillon, dem Botschafter Frankreichs am englischen Hof, den er beschwört, eine gegen Frankreich gerichtete kriegerische Allianz Englands mit anderen Staaten zu verhindern und so den Frieden zu erhalten. Seine kühne Einmischung in diplomatische Angelegenheiten überspielt der Dichter zwar mit Ironie (er stellt dem Botschafter im Falle des Erfolgs eine Belohnung in Form von hundert Schafen in Aussicht), die Ernsthaftigkeit seines politischen Anliegens wird dadurch jedoch nicht in Zweifel gezogen.
In der eigentlichen Fabelanekdote bemüht sich ein Redner vergebens, die gedankenlosen Athener von einer äußeren Bedrohung zu überzeugen und sie zum Handeln zu bewegen. Das Publikum horcht erst auf, als er eine Fabel zu erzählen beginnt, und will deren Fortsetzung hören. Der Redner formuliert stattdessen eine Moral auf der Ebene der énonciation (Aussage) und wirft seinen Zuhörern vor, sie hätten größeres Interesse an diesen Kinderfabeln („contes d’enfant“) als am Wohlergehen des Staates. Die Gemaßregelten folgen schließlich der politischen Argumentation des Redners. Die Macht der Fabel zeigt sich also auf der Ebene der Sprachhandlungen, indem sie durch Ablenkung die Zuhörer bzw. die Leser dazu bringt, sich den Themen zu widmen, von denen sie sich nicht ablenken lassen sollten.